# Callerya nieuwenhuisii
Callerya nieuwenhuisii är en ärtväxtart som först beskrevs av Johannes Jacobus Smith, och fick sitt nu gällande namn av Anne M. Schot. Callerya nieuwenhuisii ingår i släktet Callerya och familjen ärtväxter. Inga underarter finns listade i Catalogue of Life.